# 로버르트 더호흐

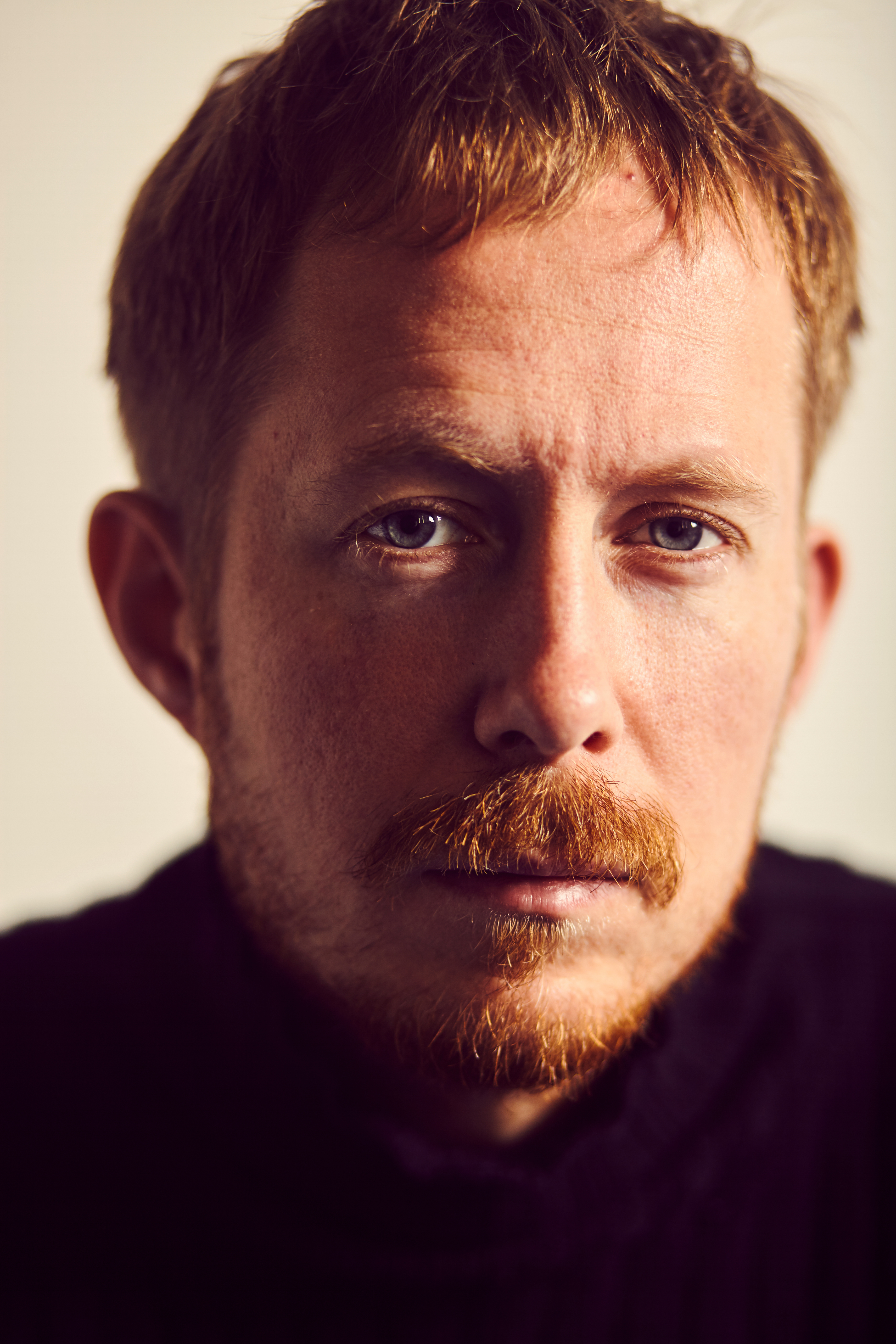

로버르트 더호흐(네덜란드어: Robert de Hoog, 1988년 11월 18일 ~ )는 네덜란드의 배우이다.
레이데르도르프에서 태어났다.

## 영화
- 달타냥의 검 (2015년)
- 호미스 (2015년)
- 영원한 사랑 (2013년)
- 앱 (2013년)
- 도미노 이펙트 (2012년)
- 트릭 (2012년) - 토비아스 역
- 170 헤르츠 (2011년) - 세이프 역